# Nothobranchius foerschi
Nothobranchius foerschi – gatunek słodkowodnej ryby z rzędu karpieńcokształtnych. Występuje we wschodniej Tanzanii. Osiąga do 5 cm długości. Jest łatwa w hodowli w akwarium o temperaturze 22–26 °C i pH 6,5–7,5.